# New Albany (Indiana)
New Albany település az Amerikai Egyesült Államok Indiana államában, Floyd megyében, melynek megyeszékhelye is. Lakosainak száma 37 841 fő (2020. április 1.).

## Népesség
A település népességének változása:

| 2010 | 36 372 |
| 2020 | 37 841 |